# 22.º Jamboree Mundial Escoteiro
O 22.º Jamboree Escoteiro Mundial ( sueco: 22: a världsjamboreen ) aconteceu em Rinkaby, Kristianstad, Scania, no sul da Suécia, de 27 de julho a 7 de agosto de 2011. O tema era  Simply Scouting (Simplesmente escotismo). 40.061 escoteiros, líderes e voluntários adultos participaram de 146 países diferentes.

## Local do Jamboree
O Jamboree foi realizado nos campos de Rinkaby. Em 2001, um Jamboree nacional ocorreu aqui com 26.700 participantes, e outro Jamboree nacional, Jiingijamborii foi realizado aqui de 14 a 22 de julho de 2007. A própria área do acampamento fica perto da costa em um terreno arenoso cercado por pinhais. A terra arenosa ajuda a escoar a água da chuva e, portanto, não há risco de alagamento em nenhuma parte da área do acampamento. O acampamento tem aproximadamente 1,5km por 1,5km. Pequenas áreas de floresta dividem o acampamento em campos menores. A temperatura está variando, a temperatura média diurna no período é de 22.ºC, a temperatura média noturna é 17.ºC. O sol nasce às 5 horas da manhã (05:00). O pôr do sol é às 9 da noite (ou 21:00). A água potável está disponível em poços no campo. Já existe um extenso sistema de água e energia no solo, dimensionado com o Jamboree Escoteiro Mundial em mente. Na parte sul do campo existe espaço para a arena com um anfiteatro natural. Perto da área do acampamento existem praias de areia com dunas formadas pelo vento, criando um tipo particular de paisagem. O acampamento organizou ônibus para a praia.

## Cerimônias de abertura e encerramento
A cerimônia de abertura ocorreu em 27 de julho de 2011.  Incluía uma história e geografia da Suécia, com música incluindo a canção jamboree "Changing the world" interpretada por Daniel Lemma e Pär Klang. Também estava incluída uma procissão de bandeiras (uma de cada país) e a transferência oficial da Grã-Bretanha para a Suécia, que envolveu Bear Grylls descendo de rapel do teto do palco (ele planejava voar de parapente, mas teve que mudar devido ao mau tempo).
A cerimónia de encerramento decorreu a 6 de agosto de 2011, com música ao vivo da banda de rock europeia, tocando canções como " The Final Countdown ", bem como a cantora belga Kate Ryan; no meio de seu set, uma tempestade começou com chuva forte. Cada escoteiro reafirmou a promessa do escoteiro, incluindo o rei da Suécia.

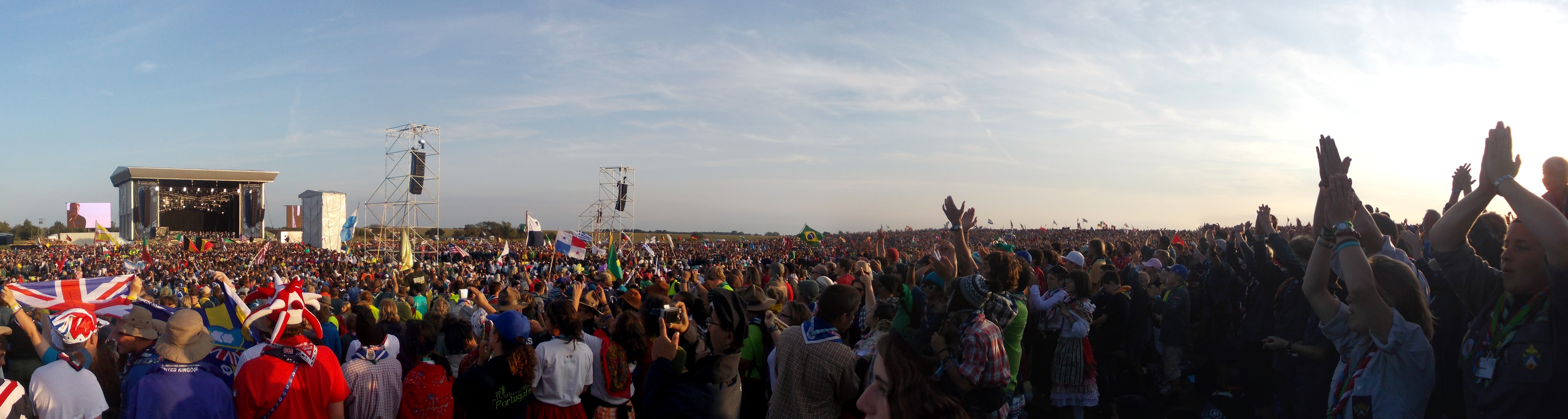
Cerimônia de abertura do 22.º Jamboree 2011

## Atividades do módulo

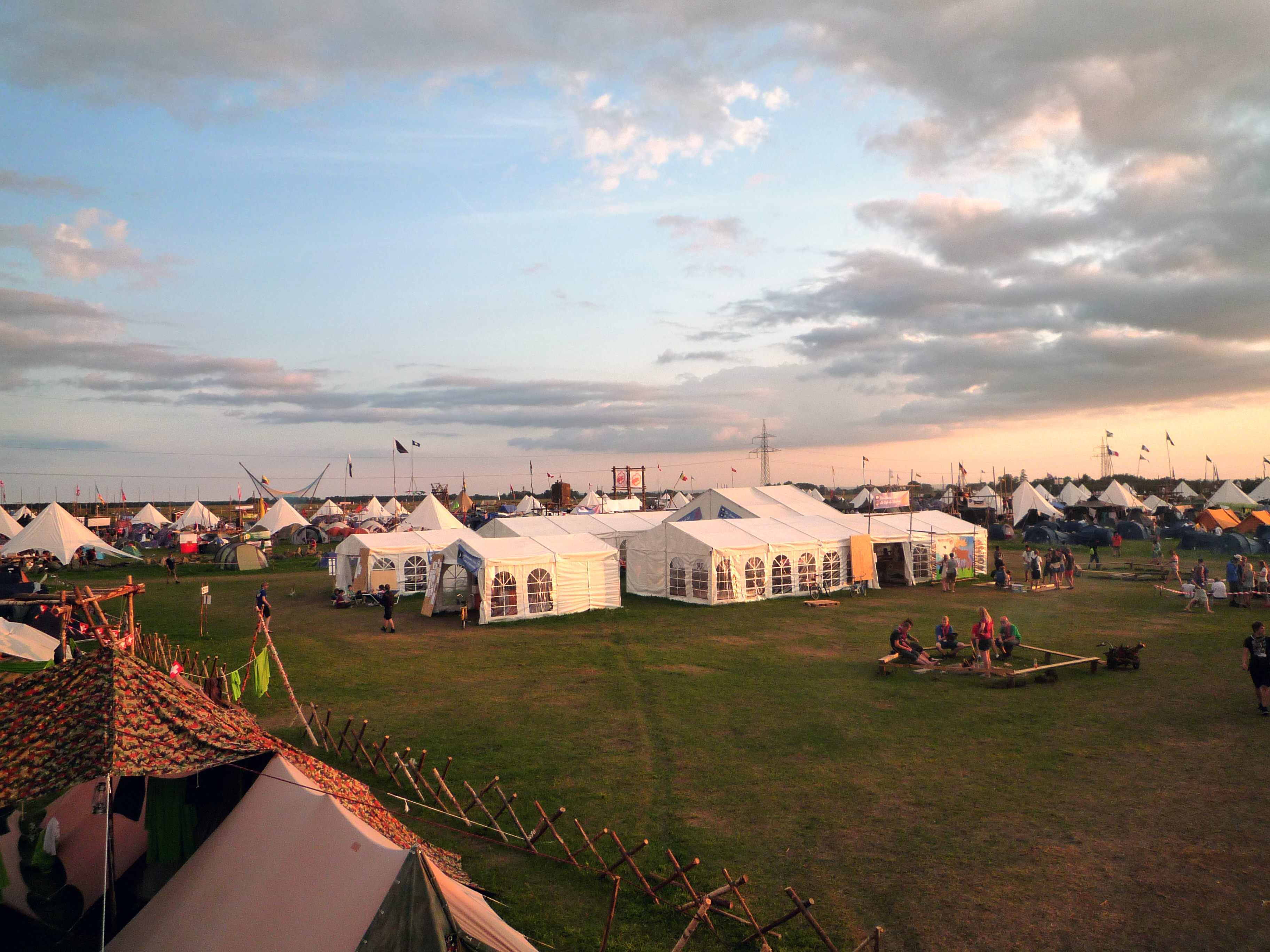
O Centro do Subcampo Hunneberg durante o acampamento

O Departamento de Atividades do Módulo criou e entregou todos os programas do Módulo para todos os participantes do Jamboree Escoteiro Mundial.
O programa de atividades do módulo era composto de 5 vertentes separadas, mas interligadas:
- "Pessoas"
- "Busca"
- "Aldeia de Desenvolvimento Global"
- "Sonho"
- "Terra"

As Atividades do Módulo ocorreram ao longo de sete dias durante o acampamento; todos os escoteiros participantes puderam visitar todos os módulos (cinco módulos em cinco dias), bem como o acampamento (por dois dias). As atividades duraram cerca de 4 a 5 horas.

### Filosofia das Atividades do Módulo
As Atividades do Módulo foram concebidas para fornecer um programa escoteiro memorável, inspirador e envolvente. Cada participante teve a oportunidade de ver atividades modernas e bem planejadas que proporcionaram experiências, ideias e conhecimentos novos e emocionantes para todos no Jamboree Escoteiro Mundial.

### Objetivo dos Módulos
Cada Módulo tinha um objetivo e uma direção individuais que deram aos Escoteiros participantes algumas experiências e percepções específicas; alguns dos Módulos se concentraram em percepções pessoais e alguns em conhecimento e envolvimento com questões mais globais. Alguns Módulos se concentraram no próprio Escoteiro, alguns na patrulha Escoteira e alguns em um grupo mais amplo da sociedade ou no mundo inteiro. Todos os Módulos ofereceram vários pensamentos, questões, experiências e sentimentos diferentes - contribuindo para um desenvolvimento positivo para o Movimento Escoteiro, bem como para todos os Escoteiros do Jamboree.
As Atividades do Módulo contribuíram para uma experiência de jamboree plena e positiva para os escoteiros de todos os diferentes países e culturas representados no acampamento. Uma experiência que pretendia ser única e divertida para cada Escoteiro e contribuir para o seu desenvolvimento pessoal, focando nas cinco áreas de crescimento pessoal através do uso do Método Escoteiro. O Programa Módulo encorajou os jovens a desenvolver suas habilidades e aptidões nas seguintes áreas;
- Iniciativa
- Autossuficiência
- Trabalho em equipe e cooperação
- Planejamento e organização

O Programa Módulo também forneceu uma oportunidade maravilhosa para todos os escoteiros passarem um tempo com velhos amigos e ao mesmo tempo conhecer muitas pessoas novas e desenvolver muitas novas amizades. Por meio dessas novas amizades, redes, experiências compartilhadas e sentimentos de solidariedade, o Movimento Escoteiro Mundial continuou a se desenvolver e prosperar.
As atividades do Programa Módulo proporcionaram a todos os escoteiros a oportunidade de vivenciar a natureza, experimentar novas ideias que pudessem levar para casa e aprender como desenvolver suas próprias ideias do conceito à realidade. Por meio desse processo, os escoteiros foram incentivados e facilitados a desafiar suas expectativas e suposições e a desenvolver novas formas de pensar.
Todas as Atividades do Módulo tinham um objetivo claro. O Método Escoteiro foi fundamental tanto na preparação como na realização do trabalho; a Lei do Escoteiro, “aprender fazendo” e progressão pessoal eram todos importantes para o programa. As Atividades também contribuíram para a conscientização sobre a natureza. A maioria das atividades era baseada em patrulha - às vezes os escoteiros estariam em sua própria patrulha e às vezes junto com outras patrulhas, ou em uma patrulha internacional. Isso contribuiu para o crescimento individual do escoteiro e sua identidade dentro do grupo, bem como para o desenvolvimento do grupo como um todo. O programa incentivou os escoteiros a repensar, refletir e obter novos conhecimentos durante as atividades e também depois.